# 徳島県教育会館
徳島県教育会館（とくしまけんきょういくかいかん）は、徳島県徳島市北田宮にある社団法人「徳島県教育会」が運営する教育に関する施設。隣接して徳島歯科学院専門学校と徳島県看護会館がある。

## 施設

### 大ホール
- 収容人員800名（固定席750、移動席50）
- 楽屋：2室
- 舞台：間口14.5m、奥行7.45m、高さ7m

### 本館会議室
- 2階
  - 応接室 - 広さ：32m2、収容人員：12名
  - 研修室 - 広さ：48m2、収容人員：30名
- 3階
  - 会議室 - 広さ：54m2、収容人員：22名
  - 和室 - 広さ：14畳
- 4階
  - 研修室A・B - 広さ：96m2、収容人員：各60名
  - 小研修室A・B - 広さ：32.4m2、収容人員：各20名
- 5階
  - 小ホール - 広さ：300m2、収容人員：椅子のみ300名、机・椅子220名

## アクセス
- 徳島市営バス「吉野川橋行・川内支所前行・富吉団地」行（前川経由）「吉野本町6丁目」下車、徒歩6分。
- 徳島市営バス「島田石橋行」行「東田宮」下車、徒歩8分。
- JR徳島駅より車で10分。